# Yuan Nansheng
Yuan Nansheng (maart 1954) is een Chinees diplomaat.

## Biografie
Yuan Nansheng was van december 2006 tot juli 2009 ambassadeur in Zimbabwe en van augustus 2009 tot februari 2013 ambassadeur in Suriname. 
Rond de maand van Yangs vertrek kondigde Suriname's president Desi Bouterse bij de Surinaams-Chinese vereniging Kong Ngie Tong Sang aan te willen afrekenen met de obstakels voor Chinese immigranten. Dit kreeg instemming van Yuan die Suriname een goed land voor Chinezen noemde om te kunnen integreren.
Van februari 2013 tot november 2014 was Yuan consul-generaal in San Francisco.